# توشکه‌وار
توشکه‌وار (به مجاری:  Tüskevár) یک سکونتگاه مسکونی در مجارستان است که در وسپرم واقع شده‌است.

## خصوصیات
توسکوار ۱۷٫۰۱ کیلومترمربع مساحت و ۵۸۶ نفر جمعیت دارد.